# Polyblastia schisticola
Polyblastia schisticola är en lavart som beskrevs av Miroslav Servít. Polyblastia schisticola ingår i släktet Polyblastia, och familjen Verrucariaceae. Arten är reproducerande i Sverige.